# ひらけ駒!
『ひらけ駒!』（ひらけこま）は、南Q太による日本の漫画作品。

## 概要
『モーニング』（講談社）にて2011年6号から2012年まで連載。2012年末より長期休載状態に入った。2017年5月11日、『モーニング』本誌において講談社の新Web雑誌『BABY!』（現在は『ベビモフ』に改名）にて秋より連載再開予定と発表され、同年10月1日より連載を再開し2019年まで掲載されていた。
キャッチコピーは「読むと元気に、成る」。
将棋をテーマに、母と子の日常を描いた心温まる物語。作中には、実在のプロ棋士も多く登場する。
将棋に熱中する子どもを見守る母の視線を中心に、将棋の世界と親子のやり取りをひたすら静かに描く、数ある将棋漫画の中でも異彩を放つ作品である。
連載することになった経緯について作者は、長男（当時小4）の将棋熱にあてられて自分も将棋界に興味を持ち始め、だんだんその面白さや奥深さを知るにつれて"実際に将棋を指してみたい" "将棋漫画を描きたい"という思いが強くなっていったと語る。息子との将棋にまつわる様々なエピソードは作中にも活かされている。

## 主な登場人物
菊池 宝 （きくち たから）
本作の主人公。素直で純粋な小学4年生。将棋に夢中で、道場やスクールに足しげく通い腕を磨いている。羽生善治のファン。週刊将棋や将棋世界を愛読。最も得意な戦法は四間飛車。
とにかく暇さえあれば将棋に関する本を読んだり詰将棋を解いたりするなど、無類の将棋好きである。家に帰ると、宿題そっちのけで夜遅くまで24（ネット将棋）や棋譜並べに打ち込み、母によくお叱りを受ける （が、「もーちょっと」と言って聞かないのが常で、翌朝は必ず寝坊する羽目に）。学校の勉強は大の苦手で、あまりの字の汚さに母もあきれるほど。担任の先生曰く、飽きっぽいところはあるが、これと決めた問題に取り組む時の集中力が素晴らしいとのこと。おっとりしていて女子にも優しいと褒められるが、母によると「ただボーッとしているだけ」だという。
気弱な性分なため、いつもくよくよしてばかり。大好きな将棋で負けた日にはとことん落ち込み自信をなくし、泣いてしまうことも。逆に連勝中は元気いっぱいで自信満々。母と違って、調子に乗ることなく着実に棋力を上げていく。
小5でアマ三段になってからはことごとく連敗が続いてしまい、初めての挫折を経験。母に背中を押されて参加した地方の将棋大会で優勝すると元の調子を取り戻した。その後連勝を重ね、四段に昇段したのを機に研修会へ入ることを決意。
菊池母
名前は不明。見た目は若くてスタイル抜群。東京・三鷹市で息子の宝と二人暮らし中。阿久津主税のファン。
いささかミーハー気質があり、勝負とは無関係に将棋界で活躍する人々や将棋の世界そのものに関心を示していたが、次第に息子に影響されて自身も将棋の勉強にのめり込んでいく。行き当たりばったりな棋風で、得意戦法は棒銀のみ。
お酒が大好きで休みの日には昼間から飲んでいる。ビールに合う美味いツマミ作りもお手のもの。ちなみに金曜日はワインDAYと決めているらしい。
将棋大会に参加する宝を応援に行くと、自分の方が緊張してしまい、せっかくの息子の勇姿を見届けられずに終わることもしばしば。初心者が集う将棋教室では、茶目っ気たっぷりに指した一手が水嶋先生の怒りを買ってしまった。その水嶋先生の誘いを受けて女子アマ団体戦に初参加、激戦を制して二連勝を飾り調子に乗るやいなや3回戦で惜しくも敗北、将棋の真の怖さを思い知ることとなる。のちに、因縁の相手と再び対決して雪辱を果たした。
後藤 はじめ （ごとう はじめ）
宝と同じ道場に通うボーズの少年。初登場時はアマ2級。振り飛車を愛してやまず、同じく振り飛車党のプロ棋士・藤井猛九段（現在はオールラウンダーとして活躍中）にあこがれる。通称「振り飛車の後藤君」。
花田 みずき （はなだ みずき）
一手を0.5秒で指す天才少女。小学2年生。ツインテールの可愛らしい顔立ちが特徴。宝と同じスクールや道場に通い、常連のおじさん達をバシバシ負かす。兄は研修会で五段だが、自分の方が兄よりも強いと断言している。
水嶋 比呂介 （みずしま ひろすけ）
奨励会三段のイケメン棋士。親の勧めにより小1で将棋を習い始め、小5の時に奨励会に入会した。宝と母が通う将棋教室の先生。主に、将棋を覚えたての初心者を中心に教えている。クールに見せかけて実はドS。愛煙家。
菊池母を含む若手女子メンバー5人で結成したチーム"水嶋チルドレン"を率いて女子アマ団体戦に参戦、するはずが当日に朝寝坊してしまい、午後になってから一人のうのうと会場に現れた。
大塚 大樹 （おおつか たいき）
水嶋先生の将棋教室に通う寡黙な小学1年生。最初は宝の事を敵対視していたが、いつしか慕うように。小2でアマ二段というの実力の持ち主で、振り飛車の後藤に"大ちゃん先生"と呼ばれ敬愛されている。
江角 たく （えすみ たく）
将棋に興味津々な幼稚園児。ずば抜けた記憶力を持ち、将棋ファンの母に駒の動かし方を教わってからというもの、パソコンの将棋ゲームで遊ぶうちにあっという間にルールから何からすべて一人で覚えてしまい、水嶋先生をも驚かせた。
水嶋先生の推薦で"将棋教室対抗戦"のドラゴンカップに出場するメンバーの五将に抜擢され、心配する母をよそに得意の穴熊囲いで堂々と戦い切った。
樋口 涼 （ひぐち りょう）
水嶋先生の将棋教室に通う、負けん気の強い少年。小学5年生。アマ初段。宝とともに、最強軍団が各地から集結する"将棋教室対抗戦"のクラブカップに思いがけず出場することに。しかし、対戦相手の中学生にまったく歯が立たずに怒りを爆発させ、次に本気を出して戦うと見事一勝を挙げた。
壇 レイ子 （だん レイこ）
容姿端麗な女流棋士。二段、LPSA所属。菊池母が通う将棋教室で、三段リーグに集中したい水嶋先生の代わりに講師を務めることになった。その美貌と実力ゆえに、熱烈な支持者が多く存在する。対局となると普段のほんわかした雰囲気と打って変わってSモードのレイ子になる。プロ棋士の間でも早指しを得意とした攻撃的な棋風で有名。棋戦についてはただの仕事と割り切っており、他の棋士たちのことを敵ではなく"仲間"だと思っている。
菊池母の人間性に魅力を感じ、将棋サロンやマイナビ女子オープンなどの催しに度々誘うようになった。
まゆみ
レイ子先生のNo.1支持者。将棋は大学生の頃に少しやっていたきりだったが、レイ子との出会いがきっかけで勉強を再開。真面目な性格で日々努力を怠らず、短期間でメキメキと上達した。将棋サロンで菊池母に戦いを挑む。
片桐 竜子 （かたぎり たつこ）
女流二段、日本将棋連盟所属の棋士。地味な風貌とは裏腹に、将棋に対する熱い思いを内に秘めている。自分には決して手に入らない壇レイ子の才能を羨み、敵意を抱く。厳しい父の指導で幼き頃から兄の竜平とともに懸命に将棋を勉強していたが、父の期待にこたえられなかった兄は、それ以上強くなること諦めてある日家を出て行ってしまった。
篠原 梨緒 （しのはら りお）
女流初段、LPSA所属の棋士。見た目はまるで男性のよう。レイ子とは公私ともに仲がよい。自由奔放な棋風で、初手7二金など意味不明な指し方をすることから、ファンや他の棋士たちに"変態戦法使い"と呼ばれ親しまれている。また、対局中に興奮するとつい男言葉を発してしまう。
鶴田 奈々 （つるた なな）
14歳でプロになった中堅女流棋士。日本将棋連盟所属。テレビ棋戦など数々のイベントに引っ張りだこ。愛嬌のある顔立ち・ふくよかな体型で、将棋サロンに通うおじいさん方にも人気がある。このごろは連敗続きで落ち込んでいる。
山脇 一馬 （やまわき かずま）
将棋歴35年・アマ四段の中年オヤジ。会社の将棋部に所属。今まで女流棋士のことを見下していたが、鶴田奈々女流初段との指導対局でボコボコにされてから考えが変わり、素直に尊敬するようになった。
喜連川 はるな （きつれがわ はるな）
最年少にしてマイナビ女子オープン戦の女王に上り詰めた女流棋士。日本将棋連盟所属。休日なのに学校へ行ってしまったりするなど、少々抜けたとこあり。棋戦会場に突然フワッと妖精のごとく降臨する。

## 作中に実名で登場した主なプロ棋士
田丸昇八段
東京・千駄ヶ谷にある将棋会館の近くで宝と母がすれ違う。
高橋和女流三段
「プロ棋士と将棋を指そう」イベントにて宝が指導対局をしてもらった。
門倉啓太四段
宝が千葉県の将棋サロンに遠征した際に、指導対局をしてもらった。
（※段級位は当時のもの）

## 書誌情報
- 南Q太 『ひらけ駒!』 講談社〈モーニングKC〉、全8巻
  1. 2011年3月23日発行 ISBN 978-4-06-372987-0
  2. 2011年6月23日発行 ISBN 978-4-06-387013-8
  3. 2011年9月23日発行 ISBN 978-4-06-387042-8
  4. 2011年12月22日発行 ISBN 978-4-06-387067-1
  5. 2012年 03月23日発行 ISBN 978-4-06-387093-0
  6. 2012年6月22日発行 ISBN 978-4-06-387119-7
  7. 2012年9月21日発行 ISBN 978-4-06-387142-5
  8. 2013年1月23日発行 ISBN 978-4-06-387170-8

- 南Q太 『ひらけ駒! return』 講談社〈モーニングKC〉、全2巻
  1. 2018年11月22日発行 ISBN 978-4-06-513462-7
  2. 2019年10月23日発行 ISBN 978-4-06-517066-3

## その他

### 著名なファン
プロ棋士として活躍する渡辺明竜王は本作を 「棋士を目指す少年とその母による本格的な将棋漫画である」 と評し、好きな将棋漫画の一つに挙げている。第3巻の帯には似顔絵・コメント付きで登場した。

### モデルとなった棋士
水嶋比呂介のモデルとなった棋士は元・奨励会三段の天野貴元。作者の南Q太が通う将棋教室の先生でもあり、年齢規定により退会を余儀なくされるまで本作に協力し続けていた。

### モーニング本誌において
- 2012年21号にて、カロリーメイト（大塚製薬）とのタイアップ広告を掲載。
- 2012年28号より異例の3号連続センターカラーで掲載。